# Mezner Rudolf Pál
Mezner Rudolf Pál (Keszthely, 1819. július 16. – Keszthely, 1883. szeptember 7.) teológiai doktor, ciszterci rendi áldozópap és tanár.

## Életútja
1834. szeptember 11-én lépett a rendbe és 1842. augusztus 14-én szenteltetett fel. 1841-42-ben a konviktorok felügyelője volt Székesfehérvárt, 1842-49-ben gimnáziumi tanár ugyanott, 1849-71-ben főgimnáziumi tanár Egerben. 1871-81-ben Zircen alperjel és a hittudományi intézet igazgatója. 1881-től betegsége miatt nyugalomban élt.
Cikkei a Religióban (1856. I. 19-22. sz. A cisterci rend eredete, s Zircz, Pilis és Pásztó egyesült apátságok történeti vázlata, 1872. I. 18-20. sz. Utóhangok a Viszhangra egyházi nevelésünkről); a Tanodai Lapokban (1860. Néhány szó a latin nyelv kezeléséről tanodáinkban(; a Magyar Államban (1874. szept. 1., 5., 8. Úti vázlatok, 1876. márcz. 22., 24. A középtanodai tanárvizsgálatra vonatkozó törvényjavaslat); a Jelenkorban (1875. Utazási tapasztalatok).

## Munkái
- Theses ex universa theologia ... quas pro obtinenda SS. Theologiae doctoris laurea propugnandas suscepit ... mense Julii 1845. Albae-Regiae.
- Hála fűzér, melyet nagys. és főt. Fehér György úrnak nagyváradi deák szertartású kanonok s prépostnak nagylelkű pártolójuknak neve ünnepére nyujtanak a keszthelyi árvák sz. György hó 24. 1847. Székesfejérvár. (Költemény).
- Ode honoribus rev. ac ampl. dni Antonii Emerici Rezutsek abbatiarum unitarum Beatae Mariae Virginis de Zircz, Pilis et Pásztó abbatis infulati ... dum jubilarem sacerdoti sui diem celebraret, in tesseram filialis venerationis oblata anno 1869. 3. Octobris. Agriae.
- Elegia, quam honoribus adm. rev. ac cl. dni dr. Engelberti Vinkler s. ord. Cisterciensium presbiteri ss. canonum doctoris, cruce aurea pro meritis decorati et a. r. acc cl. d. Augustini Horváth ejusdem ordinis presbyteri, dum jubilarem sacerdotii diem celebrarent, in tessarem venerationis nomine s. ord. Cisterciensium offert ... Anno 1870. die 4. Occtobris. Albae-Regiae, 1870.
- Carmen votivum adm. rev. dno. Bartholomeo Vagovics s. ord. Cisterciensis presbytero conventus Agriensis subpriori, dum jubilarem sacerdotii sui diem recoleret, oblatum die 3. Septembris anno 1871. Uo.